# Malatesta Baglioni
Malatesta Baglioni (1581–1648) foi um prelado católico romano que serviu como Bispo de Assis (1641–1648), Núncio Apostólico do Imperador (1634–1639), Bispo de Pesaro (1612–1641).

## Biografia
Malatesta Baglioni nasceu no dia 1 de janeiro de 1581 em Perugia, na Itália e foi ordenado sacerdote em janeiro de 1612. A 16 de julho de 1612, foi nomeado durante o papado de Paulo V como Bispo de Pesaro.   No dia 25 de julho de 1612, foi consagrado bispo por Pier Paolo Crescenzi, Cardeal-Sacerdote de Sant'i Nereo ed Achilleo, com Ottavio Accoramboni, Bispo Emérito de Fossombrone, e Giulio Sansedoni, Bispo Emérito de Grosseto, servindo como co-consagradores. A 8 de julho de 1634, foi nomeado durante o papado de Urbano VIII como Núncio Apostólico do Imperador, contudo renunciou ao cargo a 8 de agosto de 1639. A 16 de setembro de 1641, foi nomeado por Urbano VIII como Bispo de Assis. Serviu como Bispo de Assis até à sua morte a 11 de fevereiro de 1648 em Assis, Itália.
Enquanto bispo, foi o consagrador principal de Franz Wilhelm von Wartenberg, bispo de Osnabrück (1636); e Anselm Casimir Wambold von Umstadt, Arcebispo de Mainz (1636).